# Sinfonie di strumenti a fiato
Sinfonie di strumenti a fiato (titolo originale Symphonies d'instruments à vent) è una composizione di Igor' Fëdorovič Stravinskij scritta tra il 1920 e il 1921 a Garches.
Questo lavoro si può considerare come un'opera di transizione fra il periodo russo e quello neoclassico essendo presenti in essa elementi appartenenti al linguaggio musicale di entrambi i periodi. Stravinskij chiamò questa composizione volutamente Sinfonie per indicare che gruppi di strumenti omogenei suonano insieme, riallacciandosi all'uso che nel periodo rinascimentale si faceva del termine sinfonia.

## Storia
Dedicate a Claude Debussy, le Sinfonie videro la luce quando La Revue Musicale chiese a Stravinskij un lavoro in memoria del compositore morto nel 1918; l'intento era quello di dedicare un numero della rivista al ricordo di Debussy includendovi brani musicali scritti appositamente da contemporanei. Stravinskij scrisse inizialmente un Corale per questa occasione, brano che venne pubblicato in una riduzione per pianoforte; lo stesso pezzo, unito a materiale musicale scritto in precedenza e rielaborato, divenne il movimento conclusivo delle Sinfonie. La prima esecuzione avvenne a Londra alla Queen's Hall il 10 giugno 1921 aopera di elementi della London Symphony Orchestra diretti da Sergej Kusevickij. L'opera fu un insuccesso; il pubblico, memore della musica rivoluzionaria de La sagra della primavera, non capì e non apprezzò il carattere intimista e austero delle Sinfonie. Stravinskij revisionò in seguito il lavoro e ne diede una nuova versione nel 1947. Una nuova esecuzione della versione revisionata ebbe luogo il 31 gennaio 1948 con la National Broadcasting Corporation Symphony Orchestra diretta da Ernest Ansermet. Non esiste una riduzione per pianoforte autorizzata, ma il compositore Arthur Lourié ne completò una versione pubblicata presso editori russi nel 1926. L'editore Kalmus in tempi più recenti la fece pubblicare negli Stati Uniti senza autorizzazione.

## Struttura e analisi
Il lavoro si articola in tre movimenti:
- Due melodie popolari russe
- Pastorale
- Danza selvaggia. Corale conclusivo

Nonostante la dedica a Debussy, le Sinfonie sono ben lontane dal mondo musicale del compositore francese. L'opera si articola in tre movimenti senza soluzione di continuità e si conclude con il Corale che riprende le prime battute iniziali. L'uso esclusivo dei fiati in un discorso musicale aspro, dove i timbri non vengono addolciti dal suono degli archi, dà a questo lavoro un aspetto ieratico, quasi allucinato. Litanie e melodie pastorali russe si alternano a dure sonorità dominate a volte da un ritmo incalzante, per certi versi vicino alla Danse sacrale de La sagra della primavera, a volte interrotte da ampie pause che riportano alla liturgia russa così cara a Stravinskij. In effetti questo lavoro riflette già molti aspetti della religiosità del compositore, preannunciando opere più importanti come l'Oedipus Rex e la Sinfonia di Salmi.

## Organico
Tre flauti (3º anche ottavino), flauto contralto, due oboi, corno inglese, due clarinetti, tre fagotti (3º anche controfagotto), quattro corni in Fa, tre trombe in Si bemolle, tre tromboni, basso tuba.